# Little Richard
Little Richard, született Richard Wayne Penniman (Macon, Georgia, 1932. december 5. – Nashville, Tennessee, 2020. május 9.) amerikai énekes, dalszerző és zongorista, a rock and roll egyik korai úttörője, R&B és rock énekesek generációjának inspirálója.

## Stílusa
Rajongói gyakran a rock and roll valódi királyának (The Real King of Rock ’n’ Roll) nevezték, utalva Elvis Presleyre, akit a „rock and roll királyának” neveztek. Karrierjének csúcspontja az 1950-es évekre esik. A rhythm and blues-t ötvözte a boogie-woogie-val, olykor jazz és gospel elemekkel átitatva, ez volt a rock and roll kialakulásának egyik kulcsmozzanata. A drogok és a kimerítő koncertezések hatására hamar kiégett,mint sok kortársa. A 60-as években az egyházi zene felé fordult, és eltűnt a szórakoztatóipari miliőből. A hetvenes években visszatért, de bár már nem tudott újat nyújtani, a közönség még mindig nagy rajongással fogadta nyilvános fellépéseit. Az 50-es évekbeli sikereit azonban nem tudta megközelíteni.Olyan énekesek tartották példaképüknek, mint James Brown és Mick Jagger.

## Életpályája
Szerepelt a Columbo c. krimisorozat A rocksztár gyilkosa című epizódjában, 1991-ben.

## Érdekesség
- 1967-ben az Illés-együttes (a Szörényi–Bródy szerzőpáros) nagysikerű dalt írt tiszteletére „Little Richard” címmel.[13]
- Az 1990-es évek végén koncertet adott Budapesten, a Kisstadionban.[14]

## Diszkográfiája

### Albumok
- 1957: Here’s Little Richard
- 1958: Volume 2
- 1959: The Fabulous Little Richard
- 1960: Clap Your Hands
- 1960: Pray Along with Little Richard, Vol. 1
- 1960: Pray Along with Little Richard, Vol. 2
- 1962: King of the Gospel Singers
- 1963: Sings Spirituals
- 1964: Sings the Gospel
- 1964: Little Richard Is Back And There's A Whole Lotta Shakin' Goin' On!
- 1964: Greatest Hits
- 1965: The Wild and Frantic Little Richard
- 1965: The Incredible Little Richard Sings His Greatest Hits Live!
- 1967: The Explosive Little Richard
- 1967: Greatest Hits: Recorded Live!
- 1967: Rock N Roll Forever
- 1969: Good Golly Miss Molly
- 1969: Little Richard
- 1969: Right Now
- 1970: Rock Hard Rock Heavy
- 1970: Little Richard
- 1970: Well Alright!
- 1970: The Rill Thing
- 1971: Mr. Big
- 1971: King Of Rock And Roll
- 1972: Southern Child
- 1972: The Second Coming
- 1972: The Original
- 1972: You Cant Keep a Good Man Down
- 1973: Rip It Up
- 1974: Talkin' 'Bout Soul
- 1974: Recorded Live
- 1975: Keep a Knockin'
- 1976: Sings
- 1976: Little Richard Live
- 1977: Now
- 1988: Lucille
- 1992: Shake It All About
- 1996: Shag on Down by the Union Hall
- 2006: Here Comes Little Richard/Little Richard

### Kislemezek
| 11/55 | „Tutti-Frutti”                                 | #17 | #2  | #29 |
| 4/56  | „Long Tall Sally”                              | #6  | #1  | #3  |
| 4/56  | „Slippin’ and Slidin’”                         | #33 | #2  | -   |
| 6/56  | „Rip It Up”                                    | #17 | #1  | #30 |
| 6/56  | „Ready Teddy”                                  | #44 | #8  | -   |
| 10/56 | „Heebie-Jeebies”                               | -   | #7  | -   |
| 10/56 | „She’s Got It”                                 | -   | #9  | #15 |
| 12/56 | „The Girl Can’t Help It”                       | #49 | #7  | #9  |
| 12/56 | „All Around the World”                         | -   | #13 | -   |
| 3/57  | „Lucille”                                      | #21 | #1  | #10 |
| 3/57  | „Send Me Some Lovin’”                          | #54 | #3  | -   |
| 6/57  | „Jenny Jenny”                                  | #10 | #2  | #11 |
| 6/57  | „Miss Ann”                                     | #56 | #6  | -   |
| 9/57  | „Keep A Knockin’”                              | #8  | #2  | #21 |
| 2/58  | „Good Golly, Miss Molly”                       | #10 | #4  | #8  |
| 6/58  | „Ooh! My Soul”                                 | #31 | #15 | #22 |
| 6/58  | „True, Fine Mama”                              | #68 | -   | -   |
| 9/57  | „Baby Face’”                                   | #41 | #12 | #2  |
| 2/58  | „Kansas City”                                  | #95 | -   | #26 |
| 3/59  | „By the Light of the Silvery Moon”             | -   | -   | #17 |
| 11/62 | „He Got What He Wanted”                        | -   | -   | #38 |
| 7/64  | „Bama Lama Lama Loo”                           | #82 | #82 | #20 |
| 11/65 | „I Don’t Know What You’ve Got But It’s Got Me” | #92 | #12 | -   |
| 8/66  | „Poor Dog (Who Can’t Wag His Own Tail)”        | -   | #41 | -   |
| 5/70  | „Freedom Blues”                                | #47 | #28 | -   |
| 9/70  | „Greenwood Mississippi”                        | #85 | -   | -   |
| 8/73  | „In the Middle of the Night”                   | -   | #71 | -   |
| 3/86  | „Great Gosh A'Mighty!”                         | #42 | -   | #62 |
| 10/86 | „Operator”                                     | -   | -   | #67 |

## További információ
- Little Richard a Facebookon
- Little Richard a PORT.hu-n (magyarul)
- Little Richard az Internetes Szinkronadatbázisban (magyarul)
- Little Richard az Internet Movie Database-ben (angolul)
- Little Richard a Rotten Tomatoeson (angolul)